# Liste der Baudenkmäler in Schernfeld

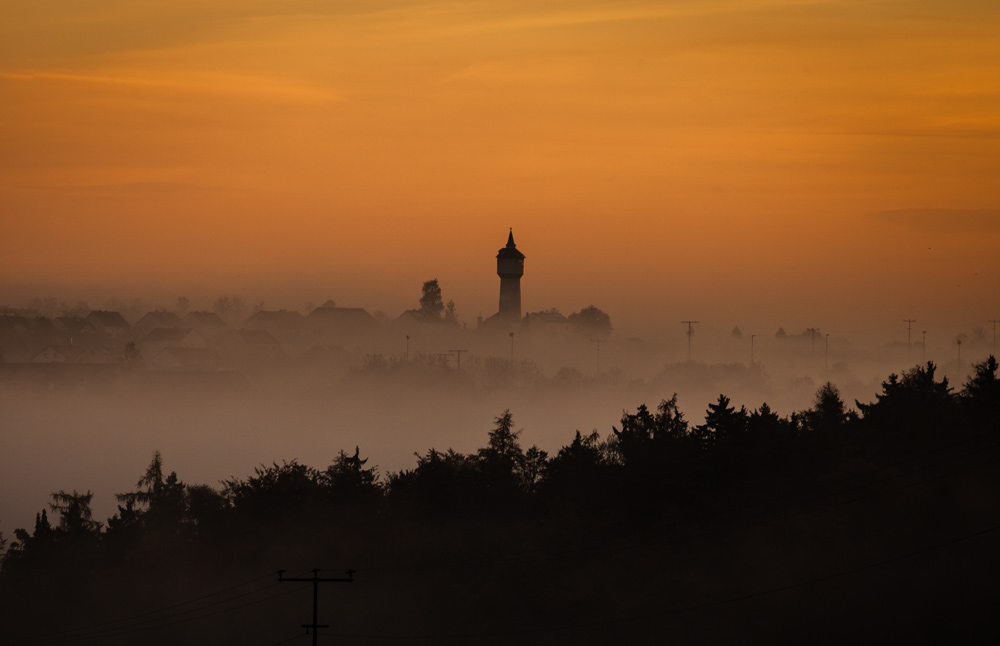
Blick auf Schernfeld

Auf dieser Seite sind die Baudenkmäler in der oberbayerischen Gemeinde Schernfeld zusammengestellt. Diese Tabelle ist eine Teilliste der Liste der Baudenkmäler in Bayern. Grundlage ist die Bayerische Denkmalliste, die auf Basis des Bayerischen Denkmalschutzgesetzes vom 1. Oktober 1973 erstmals erstellt wurde und seither durch das Bayerische Landesamt für Denkmalpflege geführt wird. Die folgenden Angaben ersetzen nicht die rechtsverbindliche Auskunft der Denkmalschutzbehörde.

## Baudenkmäler nach Ortsteilen

### Schernfeld
| Lage                                                 | Objekt                            | Beschreibung | Akten-Nr.     | Bild |
| ---------------------------------------------------- | --------------------------------- | --- | ------------- | --- |
| Eichstätter Straße 7 (Standort)                      | Ehemaliges Bauernhaus             | zweigeschossiger Wohnstallbau mit einseitig abgeschlepptem Satteldach und Kalkplatten-Deckung, Ende 17. Jahrhundert. | D-1-76-160-44 | BW |
| Eichstätter Straße 20 (Standort)                     | Inschrifttafel                    | bezeichnet mit dem Jahr 1749 | D-1-76-160-1  | BW |
| Harthofer Straße 35 (Standort)                       | Ehemaliger Wasserturm             | Rundbau mit auskragendem Wasserbehälter und Zeltdach, um 1906/10, Turmunterbau mit Blechummantelung aus jüngerer Zeit. | D-1-76-160-41 | weitere Bilder |
| Kirchstraße 5, 7 (Standort)                          | Ehemaliges Bauernhaus             | ursprünglich firstgeteiltes Doppelhaus, zweigeschossiger Satteldachbau mit Fachwerkobergeschoss und Kalkplatten, im Kern um 1700, erneuert im 19. Jahrhundert; Scheune, Satteldachbau mit Kalkplatten, mit kleinem gewölbtem Keller, Mitte 19. Jahrhundert. | D-1-76-160-43 | BW |
| Kirchstraße 10 (Standort)                            | Gedenkstein                       | ehemaliger Grabstein, barock; am Fußweg nach Schönau. | D-1-76-160-4  | BW |
| Kirchstraße 11 (Standort)                            | Katholische Pfarrkirche St. Georg | Saalbau mit Steildach, Neubau von Friedrich Haindl auf älterem Vorgängerbau, 1951, umgestaltet 1968, Turmuntergeschoss romanisch, Obergeschosse 1732/33, Haube 1951; mit Ausstattung | D-1-76-160-2  | weitere Bilder |
| Kirchstraße 18 (Standort)                            | Bauernhof                         | geschlossener Vierseithof, 18./19. Jahrhundert; Wohnhaus, breitgelagerter massiver erdgeschossiger Satteldachbau mit Fachwerkkniestock, erste Hälfte 18. Jahrhundert, im Kern älter (dendrologisch datiert 1468, 1606); westlich angeschlossener ehemaliger Rossstall, zweigeschossiger Flachsatteldachbau mit Kalkplatten, um 1860/70; nordöstlich angeschlossenes Austragshaus, zweigeschossiger schmaler Satteldachbau, mit Kalkplatten, um 1850; südöstlich ehemaliger Schweinestall, zweigeschossiger Satteldachbau, mit Kalkplatten, um Mitte 19. Jahrhundert; zwei massive Stallgebäude, Satteldachbauten, mit Kalkplatten, südlich und westlich, um Mitte 19. Jahrhundert. | D-1-76-160-40 | BW |
| Schönfelder Straße 3 (Standort)                      | Ehemaliges Bauernhaus             | jetzt Forstdienstgebäude, zweigeschossiges Wohnstallhaus mit Kalkplattendach (erneuert), Ende 18. Jahrhundert, Stallteil mit segmentbogiger Toreinfahrt. | D-1-76-160-3  | BW |
| Gewendfeld (an der Straße nach Eichstätt) (Standort) | Wegkreuz                          | Gusseisen auf Steinsockel, bezeichnet mit dem Jahr 1899 | D-1-76-160-5  | [[Vorlage:Bilderwunsch/code!/C:48.907619,11.110681!/D:Gewendfeld (an der Straße nach Eichstätt), Wegkreuz!/\|BW]] |

### Birkhof
| Lage                                                                      | Objekt     | Beschreibung                                                                                | Akten-Nr.    | Bild |
| ------------------------------------------------------------------------- | ---------- | ------------------------------------------------------------------------------------------- | ------------ | --- |
| Birkhof 4 (Standort)                                                      | Hofkapelle | kleiner Steildachbau, im Kern 1867, stark erneuert.                                         | D-1-76-160-8 | BW |
| In Birkhof (Standort)                                                     | Scheune    | massiver Flachsatteldachbau, mit Kalkplatten, segmentbogige Toreinfahrten, 18. Jahrhundert. | D-1-76-160-9 | BW |
| Schernfelder Feld (an der Straße nach Eichstätt, Nähe Birkhof) (Standort) | Wegkreuz   | Gusseisen auf Steinsockel, Ende 19. Jahrhundert, Sockel erneuert 1947                       | D-1-76-160-6 | [[Vorlage:Bilderwunsch/code!/C:48.913019,11.124226!/D:Schernfelder Feld (an der Straße nach Eichstätt, Nähe Birkhof), Wegkreuz!/\|BW]] |

### Ferdinandsfeld
| Lage                        | Objekt        | Beschreibung | Akten-Nr.     | Bild |
| --------------------------- | ------------- | --- | ------------- | ---- |
| Ferdinandsfeld 1 (Standort) | Ferdinandshof | Koloniehof und landwirtschaftlicher Betrieb durch die „Landeskulturkommission“ des Großherzogs Ferdinand II. v. Toskana geplant, um 1805 errichtet, jetzt Gaststättenbetrieb; Dreiflügelanlage um rechteckigen Hof, westlich Hauptbau, zweigeschossiger langgestreckter Walmdachbau mit Kalkplattendeckung, um 1805, stark umgebaut 1997, 2003–2004 erneuert; östlich Wirtschaftsflügel, Satteldachbau, ehemals mit Kalkplatten, erste Hälfte 19. Jahrhundert; nördlich Wirtschaftsgebäude, Satteldachbau, ehemals mit Zwicktaschen, wohl zweite Hälfte 19. Jahrhundert; südlich Hofmauer mit Torbogen, 19. Jahrhundert. | D-1-76-160-10 | BW   |

### Harthof
| Lage                              | Objekt                                  | Beschreibung | Akten-Nr.     | Bild                                    |
| --------------------------------- | --------------------------------------- | --- | ------------- | --------------------------------------- |
| Harthof 1; Harthof 2 a (Standort) | Ehemaliger Gutshof des Klosters Rebdorf | große Rechteckanlage; Gutshaus, zweigeschossiger Satteldachbau mit gewölbter Hofdurchfahrt, Ostseite mit Treppengiebel, im Kern 16./17. Jahrhundert. | D-1-76-160-12 | Ehemaliger Gutshof des Klosters Rebdorf |
| Harthof 2 (Standort)              | Gedenktafel                             | mit Relief, in die Front eingelassen, bezeichnet mit dem Jahr 1615.                                                                                  | D-1-76-160-13 | BW                                      |

### Langensallach
| Lage                        | Objekt                                                                     | Beschreibung | Akten-Nr.     | Bild    |
| --------------------------- | -------------------------------------------------------------------------- | --- | ------------- | ------- |
| Langensallach 7 (Standort)  |                                                                            | stattlicher zweigeschossiger Satteldachbau, mit Kalkplatten und Aufzugsluke, 18. Jahrhundert, Putzrahmung aus jüngerer Zeit.                                                                   | D-1-76-160-15 | BW      |
| Langensallach 17 a ()       | Ehemaliges Austragshaus einer Hofanlage, später Stall- und Scheunengebäude | eingeschossiger Satteldachbau mit Kniestock, in Formen der Jurabauweise, teilweise Fachwerk, wohl spätes 19. Jahrhundert anstelle eines Vorgängerbaus, Veränderungen 1. Hälfte 20. Jahrhundert | D-1-76-160-49 |         |
| Langensallach 24 (Standort) | Kapelle                                                                    | rechteckiger Saalbau mit Steildach, Neubau 1949; mit historischer Ausstattung | D-1-76-160-14 | Kapelle |

### Lohrmannshof
| Lage                                                                    | Objekt                               | Beschreibung          | Akten-Nr.     | Bild |
| ----------------------------------------------------------------------- | ------------------------------------ | --------------------- | ------------- | ---- |
| an der Bundesstraße zwischen Lohrmannshof und Rothenstein, Nordseite () | Grenzstein FE (Fürstentum Eichstätt) | bezeichnet mit "1818" | D-1-76-160-11 |      |

### Rupertsbuch
| Lage                              | Objekt                              | Beschreibung | Akten-Nr.     | Bild           |
| --------------------------------- | ----------------------------------- | --- | ------------- | -------------- |
| An der Bundesstraße 8 (Standort)  | Katholische Pfarrkirche St. Michael | Saalbau mit Steildach, neuromanische Anlage, 1897 errichtet, Turmuntergeschoss mittelalterlich; mit Ausstattung | D-1-76-160-16 | weitere Bilder |
| An der Bundesstraße 10 (Standort) | Pfarrhaus                           | zweigeschossiger Flachsatteldachbau, ehemals mit Kalkplatten, barocke Putzgliederungen, erbaut 1750, Umbau 1919. | D-1-76-160-17 | weitere Bilder |
| An der Bundesstraße 12 (Standort) | Bauernhof                           | Wohnhaus, stattlicher zweigeschossiger Flachsatteldachbau mit Kalkplatten, Putzbandgliederungen, um 1875; zwei kleine Nebengebäude, massive Satteldachbauten, gleichzeitig. Anwohner war nicht zu erreichen, kein Zugang zum Garten möglich. | D-1-76-160-18 | weitere Bilder |
| Sappenfelder Straße (Standort)    | Wegkreuz                            | Kalksteinpfeiler mit eisernem Corpus, 1919. | D-1-76-160-19 | weitere Bilder |
| Sappenfelder Straße 5 (Standort)  | Ehemaliger Wasserturm               | Rundbau mit auskragendem Wasserbehälter und Zeltdach, 1908. | D-1-76-160-42 | weitere Bilder |

### Sappenfeld
| Lage                                  | Objekt                                          | Beschreibung | Akten-Nr.     | Bild           |
| ------------------------------------- | ----------------------------------------------- | --- | ------------- | -------------- |
| Dorfstraße (Standort)                 | Wegkreuz                                        | gusseisernes Kreuz auf Steinsockel, mit Corpus und Beweinender, bezeichnet mit dem Jahr 1888, komplett erneuert.                                                                  | D-1-76-160-23 | BW             |
| Dorfstraße 18 (Standort)              | Wohnhaus                                        | erdgeschossiger quadratischer Flachwalmdachbau, ehemals mit Kalkplatten 1837. | D-1-76-160-21 | BW             |
| Dorfstraße 19 (Standort)              | Katholische Filialkirche St. Sebastian und Anna | Saalkirche mit Steildach und polygonem Langhaus, von Friedrich Haindl neu erbaut 1957, unter Einbeziehung des gotischen Chores, Chorturm von Jakob Engel 1680/81; mit Ausstattung | D-1-76-160-20 | weitere Bilder |
| Hoffeld (Standort)                    | Wegkreuz                                        | gusseisernes Kreuz mit Corpus und Beweinender, 19. Jahrhundert, auf Steinpfeiler bezeichnet mit dem Jahr 1946.                                                                    | D-1-76-160-22 | BW             |
| Von Sappenfeld zur St 2047 (Standort) | Wegkapelle                                      | 19. Jahrhundert; an der Straße nach Eichstätt. | D-1-76-160-24 | BW             |

### Schönau
| Lage                                               | Objekt            | Beschreibung                                                                                            | Akten-Nr.     | Bild |
| -------------------------------------------------- | ----------------- | --- | ------------- | --- |
| Ortsstraße 5 (Standort)                            | Bauernhaus        | erdgeschossiger breitgelagerter Satteldachbau, mit Kalkplatten, erkerartiger Vorbau, 19. Jahrhundert.   | D-1-76-160-26 | BW |
| Ortsstraße 5 (Standort)                            | Kapellenbildstock | 19. Jahrhundert, erneuert.                                                                              | D-1-76-160-27 | BW |
| Ortsstraße 25 (Standort)                           | Kapelle           | kleiner Saalbau mit Steildach und Glockenstuhldachreiter, neu erbaut 1953; mit historischer Ausstattung | D-1-76-160-25 | weitere Bilder                                                                                                  |
| Gwender (an der Straße nach Schernfeld) (Standort) | Wegkreuz          | Eisenkreuz mit vergoldetem Corpus, auf kleinem Steinsockel, 19. Jahrhundert, komplett erneuert.         | D-1-76-160-28 | [[Vorlage:Bilderwunsch/code!/C:48.910192,11.086434!/D:Gwender (an der Straße nach Schernfeld), Wegkreuz!/\|BW]] |

### Schönfeld
| Lage                                | Objekt                               | Beschreibung | Akten-Nr.     | Bild           |
| ----------------------------------- | ------------------------------------ | --- | ------------- | -------------- |
| Dorfanger 28 (Standort)             | Pfarrhof                             | zweigeschossiger Flachsatteldachbau mit Kalkplatten, nach Plan von Maurizio Pedetti 1778 errichtet, Sonnenuhr, bezeichnet mit dem Jahr 1740.                        | D-1-76-160-30 | Pfarrhof       |
| Dorfanger 43 (Standort)             | Katholische Pfarrkirche St. Äegidius | Chorturmanlage, spätes 17. Jahrhundert, Langhaus erweitert 1860, mit oktogonalem Dachreiter; mit Ausstattung Friedhofskapelle, jetzt Leichenhalle, 18. Jahrhundert. | D-1-76-160-29 | weitere Bilder |
| Espanäcker (Standort)               | Wegkreuz                             | gusseisernes Kruzifix mit Corpus und Beweinender, auf Steinsockel, 19. Jahrhundert; an der Straße nach Solnhofen.                                                   | D-1-76-160-34 | BW             |
| Nähe Schernfelder Straße (Standort) | Figur des hl. Johann von Nepomuk     | von Joseph Anton Breitenauer, 1762; am Dorfweiher. | D-1-76-160-33 | BW             |
| Schernfelder Straße (Standort)      | Bildstock                            | wohl 19. Jahrhundert; an der Straße nach Schernfeld. | D-1-76-160-32 | BW             |
| Schernfelder Straße (Standort)      | Kapelle                              | 19. Jahrhundert, erneuert in jüngerer Zeit; mit Ausstattung; an der Straße nach Schernfeld.                                                                         | D-1-76-160-31 | BW             |

### Sperberslohe
| Lage                      | Objekt  | Beschreibung | Akten-Nr.     | Bild |
| ------------------------- | ------- | --- | ------------- | ---- |
| Sperberslohe 1 (Standort) | Gutshof | ehemals zum Kloster Rebdorf gehörig, seit 1806 in Privatbesitz, große Rechteckanlage; Gutshaus, zweigeschossiger zweiflügeliger Walmdachbau, von Gabriel de Gabrieli erbaut 1715, bezeichnet mit dem Jahr 1742, Sonnenuhr, bezeichnet mit dem Jahr 1743; sogenanntes „Bauhaus“, langgestreckter zweigeschossiger Walmdachbau, mit achteckigem Glockenstuhl, barocke Putzbandgliederung, im Erdgeschoss Stallung mit Kreuzgewölbe, bezeichnet mit dem Jahr 1726; ehemaliger Schafstall, jetzt Pferdestall, großes Stallgebäude mit Satteldach, bezeichnet mit dem Jahr 1609, im Kern wohl älter, umgebaut um 1900.; barocke Toreinfahrt; Auffahrtsallee. | D-1-76-160-35 | BW   |

### Workerszell
| Lage                      | Objekt      | Beschreibung | Akten-Nr.     | Bild       |
| ------------------------- | ----------- | --- | ------------- | ---------- |
| Wiedenzellfeld (Standort) | Wegkapelle  | rechteckiger Steildachbau mit Vorhalle, 19. Jahrhundert, stark erneuert; an der Straße nach Eichstätt.                                                 | D-1-76-160-37 | Wegkapelle |
| Wiedenzellfeld (Standort) | Gedenkstein | wohl ehemaliger barocker Grabstein, mit moderner Inschrift zur Erinnerung an den ehemaligen Ort Wickenzell und zwei Morde; in der Kapelle aufgestellt. | D-1-76-160-38 | BW         |

## Ehemalige Baudenkmäler
In diesem Abschnitt sind Objekte aufgeführt, die früher einmal in der Denkmalliste eingetragen waren, jetzt aber nicht mehr. Objekte, die in anderem Zusammenhang – also z. B. als Teil eines Baudenkmals – weiter eingetragen sind, sollen hier nicht aufgeführt werden. Aktennummern in diesem Abschnitt sind ehemalige, jetzt nicht mehr gültige Aktennummern.

| Lage                                  | Objekt         | Beschreibung                                                | Akten-Nr.     | Bild |
| ------------------------------------- | -------------- | ----------------------------------------------------------- | ------------- | ---- |
| Birkhof Birkhof 2 (Standort)          | Inschrifttafel | bezeichnet mit dem Jahr 1724.                               | D-1-76-160-7  | BW   |
| Workerszell Hauptstraße 14 (Standort) | Bauernhaus     | mit barockem Wandbild an der Giebelfront, 18. Jahrhundert.  | D-1-76-160-36 | BW   |
| Workerszell Wegkreuz (Standort)       | Wegkreuz       | Gusseisen, bezeichnet mit dem Jahr 1821; bei Haus Nr. 11/2. | D-1-76-160-39 | BW   |